# فونتانياس
بلدية فونتانياس (بالإسبانية: Fontanillas) هي بلدية تقع في مقاطعة جرندة التابعة لمنطقة كتالونيا شمال شرق إسبانيا.

## الديموغرافيا
بلغ عدد سكان بلدية فونتانياس 167 نسمة عام 2011 (وفقاً للمعهد الوطني الإسباني للإحصاء).
| 119 | 124 | 147 | 164 | 163 | 173 | 167 |